# Желєзнодорожна Казарма 290 км
Желєзнодоро́жна Каза́рма 290 км (рос. Железнодорожная Казарма 290 км) — селище у складі Калманського району Алтайського краю, Росія. Входить до складу Шиловської сільської ради.
Стара назва — Желєзнодорожна казарма 290 км.

## Населення
Населення — 13 осіб (2010; 10 у 2002).
Національний склад (станом на 2002 рік):
- росіяни — 100 %